# Escoda (cràter)
Escoda és un cràter d'impacte en el planeta Venus de 19,6 km de diàmetre. Porta el nom de Josefa Llanes Escoda (1898-1945), heroïna de guerra i treballadora social filipina, i el seu nom va ser aprovat per la Unió Astronòmica Internacional el 1994.